# Orliénas
Orliénas település Franciaországban, Rhône megyében. Lakosainak száma 2633 fő (2022. január 1.). Orliénas Soucieu-en-Jarrest, Taluyers, Saint-Laurent-d'Agny, Vourles és Brignais községekkel határos.

## Népesség
A település népességének változása:
| Lakosok száma | 2308 | 2373 | 2472 | 2444 | 2448 | 2541 | 2549 | 2590 | 2633 |
|               | 2013 | 2015 | 2016 | 2017 | 2018 | 2019 | 2020 | 2021 | 2022 |